# Telmatogeton murrayi
Telmatogeton murrayi is een muggensoort uit de familie van de dansmuggen (Chironomidae). De wetenschappelijke naam van de soort is voor het eerst geldig gepubliceerd in 2009 door Saether.